# Rishabhanatha

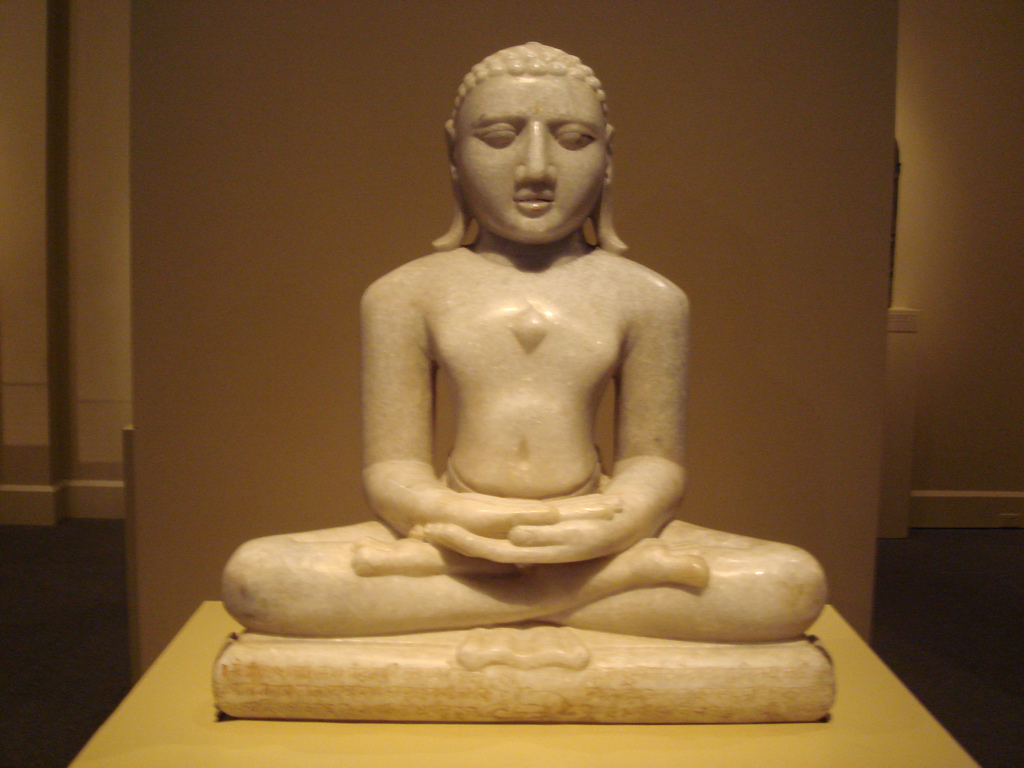
Sculpture de Risabhdeva en marbre blanc, Gujarat, Inde.

Rishabhanatha (également Ṛṣabhadeva, Rishabhadeva ou Ṛṣabha qui signifie littéralement « taureau ») est le premier Tirthankara (fabricant de gués et propagateur du dharma) du jaïnisme. En tant que dirigeant, on pense que le jaïnisme a vécu il y a des milliards de milliards d'années. Il a été le premier des vingt-quatre enseignants de la cosmologie jaïne dans le demi-cycle actuel et a appelé un "faiseur de gué" parce que ses enseignements aidaient à traverser l'océan des réincarnations (saṃsāra). Il est également connu sous le nom d'Ādinātha du jaïnisme, qui se traduit par « Premier (Adi) Seigneur (nātha) », ainsi qu'Adishvara (premier ishvara), Yugadideva (deva de yuga), Prathamaraja (premier roi) et Nebheya (fils de Nabhi). Avec Mahavira, Parshvanatha et Neminatha, Rishabhanatha est l'un des quatre Tirthankaras qui attirent le culte le plus dévotionnel parmi les Jaïns.
Selon les récits traditionnels jaïns, il serait né du roi Nabhi et de la reine Marudevi dans la ville d'Ayodhya, dans le nord de l'Inde, également appelée Vinita. Il avait deux femmes, Sunanda et Sumangala. Sumangala est décrite comme la mère de ses 99 fils (dont Bharata) et d'une fille, Brahmi. Sunanda est décrite comme la mère de Bahubali et de Sundari. La mort subite de Nilanjana, l'un des danseurs d'Indra, lui a rappelé la nature transitoire du monde et il a développé un désir de renonciation.
Après sa renonciation, l'état de légende jaïn Rishabhanatha a erré sans nourriture pendant une année entière. Le jour où il a obtenu son premier ahara (nourriture) est célébré par les Jaïns sous le nom d'Akshaya Tritiya. Il aurait atteint Moksha sur le mont Asthapada. Le texte Adi Purana de Jinasena est un récit des événements de sa vie. Son iconographie comprend des statues colossales telles que la statue d'Ahimsa, Bawangaja et celles érigées sur la colline de Gopachal. Ses icônes incluent le taureau éponyme comme emblème, l'arbre Nyagrodha, Gomukha (Yaksha au visage de taureau) et Chakreshvari Yakshi.
Détenteur du record du monde Guinness La statue du seigneur Rishabh, haute de 113 m, est située à Mangitungi, inspirée par Sumpreme Jain Sadhvi Ganini Gyanmati Mataji.
Rishabhanatha, « seigneur taureau »  (en hindi ऋषभदेव : "divin taureau") appelé aussi Rishabhadeva, ou encore Adinatha littéralement: Le Premier maître est le premier Maître du jaïnisme, le premier éveillé, le premier des 24 Tirthankara. Selon la tradition jaïne, il vécut il y a des millions d'années et devint roi par sa lignée dans la région d'Ayodhya, en Inde. Il aida son peuple dans l'agriculture et l'artisanat. Cependant il laissa son royaume après quelques années pour vivre une vie ascète, de mendiant. La tradition raconte qu'il a atteint moksha, l'illumination au Mont Kailash. Son symbole est le taureau. Il a été cité dans les littératures hindoue et bouddhiste. Il avait pour son époque des valeurs d'égalité entre les humains hors du système de castes basés sur la naissance du sous-continent indien : en effet, c'est lui, autant pour les hindous que pour les jaïns, qui organisa le système des quatre varna, des quatre castes sacrées (brâhmane/lettrés, kshatriya/gendarmes, vaishya/agriculteurs-artisans et shudra/serviteurs rétribués), permettant au pouvoir de l'esprit (philosophique, intellectuel, artistique, etc.) d'être au-dessus de la simple force physique incarnée par les trois autres castes sacrés nécessaires au maintien de l'ordre social et cosmique et du bien-être matériel, mais castes établies non selon la naissance (jati, « nation, tribu »), mais grâce aux aptitudes réelles de chacun : les femmes adoptent la caste de leur époux, car leur amour transcende les castes et ainsi l'endogamie est évitée ; et les enfants incarnent la caste qui leur correspond selon leurs mérites et leurs capacités, et non parce que nés dans telle ou telle famille ,.

## Historicité
On dit que Rishabhanatha est le fondateur légendaire du Jainisme., Il aurait vécu, selon la mythologie jaïne, il y a plusieurs millions d'années, il y a101631 années（soit :16,310,000,000,000,000,000,000,000,000,000,000,000,000,000,000,000,000,000,000,000,000,000,000,000,000,000,000,000,000,000,000,000,000,000,000 années)., On considère que les 22 premiers Tirthankaras sont légendaires,, Rishabhanatha est donc une figure mythologique du jaïnisme.